# Време жена (роман)
Време жена (рус. Время женщин) је роман из 2009. године Јелене Чижове, књижевнице савремене руске књижевности. Добитник књижевне награде Руски Букер за 2009. годину.

## О књизи
Прво издање романа Време жена припремљено је за издавање у издању издавачке куће "Астрел" у Москви 2009. године. После тога, књига је стално излазила у посебном издању. Роман је намењен широком кругу читаоца и код њих је постала популарна.
Књига је смештена у средину XX века, током совјетског радног времена.
Јелена Чижова је признала да је, дефинишући роману такво име и које нехотично изазива асоцијације на феминизам, схватила да ће провокативност у критици и у разним дискусијама бити у потпуности присутна.

### Јелена Чижова о роману
У интервјуу за "Глас Русије" Јелена Чижова је изнела своја размишљања о роману Време жена и не само о њему.
О роману и женама о којима је писала је рекла:
"Посветила сам роман мојим бакама. Тачније мојој баби по мајци која је умрла одмах после блокаде. Никада је нисам видела, знала сам је само по фотографији. И у извесном смислу она је била протитип Антонине, младе жене у роману. А друга, то је моја прабаба која је преживела блокаду и умрла када сам имала 16 година. И она ме је гајила у детињству. Њене црте карактера сам искористила када сам писала о ове три старице. Често сам их сањала, њихове разговоре, дијалоге, тако је постепено почео да се склапа сиже..."

## Радња
Време жена је расуђивање о судбини жене, о њеним патњама, о тешком животном путу. У роману су представљене три генерације жена и пет различитих женских судбина. 
Роман Чижове говори о животу и судбини главне јунакиње Антонине, који помало подсећа на радњу популарног филма „ Москва сузама не верује“. Тиха жена долази у Лењинград, настањује се у заједничком стану у којем живе три старице и пада под шарм и искушења санктпетербуршких „фрајера“ и ради у фабрици. Антонина има нему ћерку, коју нема времена да учи, па дете предаје санктпетербуршким старицама „од бивших“, комшиницама у заједничком стану - Ариадни, Глицерији и Евдокији. То су три усамљене старице, које су преживеле ужасе блокадне глади и хладноће, немачка бомбардовања и гранатирања. Нико од њихових рођака није преживео. Рат није убио само њихово сећање.
Убрзо Антонина умире. Реч је о старицама-комшијама и о „оном“ чудном животу - крхком, несталом, али изненађујуће стварном, а причу прича одрасла ћерка хероине, која је изабрала професију уметника.  .
Три старице брину о немој девојчицу. Тајно је крсте, не дозвољавају да иде у обданиште како је не би „заразили“ совјетском идеологијом, уче је да говори француски, причају јој бајке, али и истине о блокади Лењинграда, и на њу преносе све тада већ заборављене предреволуционарне моралне норме. Старице уче девојчицу „свему што је најважније“ – да шије, везе, плете. Девојчица, кад јој је било седам година проговара и у свету свеопштег страха израста у талентовану уметницу.
Дело започиње мотивом смрти, који се провлачи кроз читав роман и ствара прстенасту композицију. Сам почетак је сахрана мајке у којој учествују девојчица и три старе комшинице.
Сви ликови у књизи су препознатљиви, с њима смо комшије, сусрећемо се сваки дан. Њихове мисли и разговори су различити. Свака има свој говор, свој карактер. Ликови се изненађујуће разликују једни од других, разлике су видљиве у изразима лица, и у гестовима и у пресудама. Евдокиа је сурова и гласна, Ариадна је страсна у читању литературе, Глицерија је безвредна жена. Сви они потајно мрзе совјетски режим, али страх да то не кажу наглас јачи је од њих. Они су опрезни према свему - лекарима и учитељима, вртићима и школама, било којим институцијама и њиховим запосленима. Непрестани разговори о срећном животу под краљем и о томе како је тешко и неподношљиво постојати сада. Такође пуно говоре о смрти. Толико да је Антонина читаво своје слободно време размишљала о себи, потпадајући под психолошки утицај „ретких“ људи.  

## Награде
- 2009. - Руски Букер, победник.

## Позоришне представе
- 8. априла 2011. године у позоришту Современик одржана је премијера истоимене представе у режији Јегора Перегудова.[8]